# Basketball-Ozeanienmeisterschaft der Damen 1982
Die Basketball-Ozeanienmeisterschaft der Damen 1982, die dritte Basketball-Ozeanienmeisterschaft der Damen, fand zwischen dem 21. und 24. Oktober 1982 in Melbourne, Australien statt, das zum zweiten Mal die Meisterschaft ausrichtete. Gewinner war der Gastgeber, der zum dritten Mal den Titel erringen konnte. In der Serie konnte Neuseeland mit 3:0 Siegen geschlagen werden. 

## Teilnehmende Mannschaften
Australien

 Neuseeland

## Modus
Gespielt wurde in Form einer Best-of-Three Serie. Die Mannschaft, die zuerst zwei Siege erringen konnte, wurde Basketball-Ozeanienmeister der Damen 1982.

## Ergebnisse
|                                        |  | Australien | 66 – 46 | Neuseeland |  |
| Punkte pro Halbzeit: 29 : 16, 37 : 30. |  |            |         |            |  |
|                                        |  |            |         |            |  |
|                                        |  |            |         |            |  |

|                                        |  | Australien | 64 – 32 | Neuseeland |  |
| Punkte pro Halbzeit: 36 : 13, 28 : 19. |  |            |         |            |  |
|                                        |  |            |         |            |  |
|                                        |  |            |         |            |  |

|                                        |  | Australien | 85 – 55 | Neuseeland |  |
| Punkte pro Halbzeit: 39 : 22, 46 : 33. |  |            |         |            |  |
|                                        |  |            |         |            |  |
|                                        |  |            |         |            |  |

| Australien           |
| Meister Australien   |
| Dritte Meisterschaft |

## Abschlussplatzierung
| Rang | Mannschaft |
| ---- | ---------- |
| 1    | Australien |
| 2    | Neuseeland |

Australien qualifizierte sich durch den 3:0-Erfolg für die Olympischen Sommerspiele 1984 in Los Angeles, Vereinigte Staaten von Amerika.